# Walter Schellenberg
Walther Friedrich Schellenberg (16. ledna 1910 Saarbrücken, Německé císařství – 31. března 1952 Turín, Itálie) byl německý politik, SS-Brigadeführer a šéf špionážní služby a vojenské rozvědky v Hlavním říšském bezpečnostním úřadu (Reichssicherheitshauptamt, zkráceně RSHA).

## Životopis
Narodil se v Saarbrückenu, ale jako mladík žil v Lucembursku, kde žili jeho rodiče, kteří nechtěli žít v Sársku, které získala Francie.
Do Německa se vrátil, aby šel studovat na univerzity v Marburgu a Bonnu. Studoval medicínu a práva. Po promoci se připojil roku 1933 k SS. Setkal se s Reinhardem Heydrichem a pracoval v protišpionážním oddělení SD.
V letech 1939–1942 byl osobním pobočníkem Heinricha Himmlera.
V listopadu 1939 sehrál významnou úlohu při únosu dvou britských agentů, kapitána Sigismunda Payne-Besta a majora Richarda Stevense. Osobně se znal s bývalým britským králem Eduardem VIII., který Hitlera obdivoval.
Roku 1944 projednával s Joachimem von Ribbentropem operaci s cílem zabít Stalina. Od vybraného atentátníka Pjotra Tavrin-Šila přijímal špionážní relace s tím, že akce probíhá podle plánu. Ve skutečnosti však byl Tavrin-Šilo odhalen a začal posílat pod dohledem NKVD falešné špionážní zprávy.
V červnu 1945 byl zatčen. Během Norimberského procesu byl zproštěn všech obvinění, až na členství v NSDAP, která byla uzákoněna jako zločinecká. V roce 1949 byl odsouzen na šest let vězení. V roce 1951 byl propuštěn z důvodu nemoci (zhoršující se stav jater) a přesunul se do Švýcarska. Následující rok zemřel na rakovinu jater v Turíně, kde byl i pohřben.

## Vyznamenání
- Válečný záslužný kříž, I. třída s meči
- Válečný záslužný kříž, II. třída s meči
- Železný kříž, I. třídy
- Železný kříž, II. třídy
- Sudetská pamětní medaile
- Medaile za Anschluss
- |  Služební vyznamenání SS, IV. a III. třída
- Civilní odznak SS
- SS-Ehrenring
- Čestný meč Reichsführera SS

Údaje použity z: polská Wikipedie- Walter Schellenberg